# Draculo mirabilis
Draculo mirabilis là một loài cá biển thuộc chi Draculo trong họ Cá đàn lia. Loài này được mô tả lần đầu tiên vào năm 1911.

## Phân bố và môi trường sống
D. mirabilis có phạm vi phân bố ở Tây Bắc Thái Bình Dương. Loài cá này được tìm thấy ở vùng biển ngoài khơi phía bắc Nhật Bản; biển Hoàng Hải và biển Bột Hải. Chúng sống ở gần bờ.

## Mô tả
Chiều dài cơ thể tối đa được ghi nhận ở D. celetus là 6 cm.
Số gai ở vây lưng: 0; Số tia vây mềm ở vây lưng: 12 - 14; Số gai ở vây hậu môn: 0; Số tia vây mềm ở vây hậu môn: 12 - 14; Số gai ở vây bụng: 1; Số tia vây mềm ở vây bụng: 5.